# جوزيف كازافوبو
جوزيف كازافوبو (بالفرنسية: Joseph Kasa-Vubu) (و. 1910 – 1969 م) هو سياسي من جمهورية الكونغو الديمقراطية .

## روابط خارجية
- جوزيف كازافوبو على موقع الموسوعة البريطانية (الإنجليزية)
- جوزيف كازافوبو على موقع مونزينجر (الألمانية)